# مؤتمر العمل الكندي
مؤتمر العمال الكندي ، أو (CLC) (بالفرنسية: Congrès du travail du Canada) أو ( CTC ) هو مركز نقابي وطني ، وهو هيئة العمل المركزية في كندا التي تنتمي إليها معظم النقابات العمالية الكندية.

شجرة تاريخ مؤتمر العمال الكندي